# Holandrea
Holandrea es un género de plantas herbáceas perteneciente a la familia de las apiáceas.  Comprende y especies descritas.

## Taxonomía
El género fue descrito por Reduron, Charpin & Pimenov y publicado en J. Bot. Soc. Bot. France 1: 93. 1997

## Algunas especies
A continuación se brinda un listado de las especies del género Holandrea aceptadas hasta septiembre de 2012, ordenadas alfabéticamente. Para cada una se indica el nombre binomial seguido del autor, abreviado según las convenciones y usos.
- Holandrea achaica (Halácsy) Spalik, Reduron & S.R.Downie
- Holandrea carvifolia (Vill.) Reduron, Charpin & Pimenov
- Holandrea carvifolium-chabraei Soldano, Galasso & Banfi
- Holandrea caucasica (M.Bieb.) Spalik, Reduron & S.R.Downie
- Holandrea nebrodensis (Guss.) Banfi, Galasso & Soldano
- Holandrea pschawica (Boiss.) Reduron, Charpin & Pimenov
- Holandrea schottii (Besser ex DC.) Reduron, Charpin & Pimenov